# Idioma chontal de Guerrero
El chontal de Guerrero es una lengua no clasificada de México, actualmente extinta. No existe ninguna descripción de esta lengua.
Esta lengua no debe confundirse con el chontal de Tabasco, que es una lengua mayense que aún se habla, ni con el chontal de Oaxaca, una lengua de Oaxaca en vías de extinción.

## Distribución
Según las crónicas, esta lengua se habría hablado al norte del río Balsas y al oeste del río Coixca, al norte del territorio matlatzinca. En el siglo XVI sus principales asentamientos eran Ixcateopan, Alahuistlan, Ostuma, Coatepec, Toltoltepec, Teloloapan y Acastla.

## Clasificación
El chontal de Guerrero, debido a la ausencia de datos fiables, es una lengua no clasificada. Algunos cronistas lo relacionan con el tuxteco, otra lengua no clasificada. Algunas fuentes mencionan que en Ixcateopan se había hablado tuxtleco, pero hacia 1579 se hablaba ya chontal. Se ha sugerido que el chontal de Guerrero y el tuxteco podrían ser lenguas relacionadas o incluso variantes de la misma lengua.
El chontal parece haber sido una lengua de muy amplia distribución en el siglo XVI, pero fue ignorado por los misioneros como lengua de evangelización, y otras lenguas menos importantes sí recibieron cierta atención. Tal vez debido a que en el área chontal existían muchos hablantes bilingües náhuatl-chontal, los misioneros podrían haber usado el náhuatl como vehículo de comunicación, sin necesidad de conocer el chontal.